# 鳥海芳樹
鳥海 芳樹（とりかい よしき、1998年8月1日 - ）は、神奈川県出身のサッカー選手。J2リーグ・ヴァンフォーレ甲府所属。ポジションはMF。

## 略歴
桐光学園高校では2年次と3年次に全国高等学校サッカー選手権大会に出場。2大会連続で大会優秀選手に選ばれている。また同じく2年連続で日本高校サッカー選抜メンバーにも選出され、デュッセルドルフ国際ユースサッカー大会に参加した。
高校卒業後は桐蔭横浜大学に進学。2018年8月には1学年上のイサカ・ゼインと共に、イタリア遠征を行う全日本大学選抜のメンバーに選出された。2019年には関東大学サッカーリーグ1部で準優勝するなど、鳥海の世代は「最高の世代」とも称され、のちに鳥海も含め7名がプロ入りした。
2020年12月31日、2021シーズンからのヴァンフォーレ甲府加入内定が発表された。2021年2月28日、J2第1節のジェフユナイテッド市原・千葉戦で後半途中から出場しプロデビューを果たした。5月9日、J2第13節の東京ヴェルディ1969戦でプロ初ゴールを決めた。
2022年、天皇杯準々決勝J1のアビスパ福岡戦で、延長前半7分に決勝点を決めてクラブ史上初の準決勝進出に貢献。 

## 所属クラブ
- 村岡キッカーズ（藤沢市立村岡小学校）
- 藤沢市立村岡中学校
- 桐光学園高等学校
- 桐蔭横浜大学
- 2021年 -  ヴァンフォーレ甲府

## 個人成績
| 国内大会個人成績 | 国内大会個人成績 | 国内大会個人成績 | 国内大会個人成績 | 国内大会個人成績 | 国内大会個人成績 | 国内大会個人成績 | 国内大会個人成績 | 国内大会個人成績 | 国内大会個人成績 | 国内大会個人成績 | 国内大会個人成績 |
| 年度             | クラブ           | 背番号           | リーグ           | リーグ戦         | リーグ戦         | リーグ杯         | リーグ杯         | オープン杯       | オープン杯       | 期間通算         | 期間通算         |
| 年度             | クラブ           | 背番号           | リーグ           | 出場             | 得点             | 出場             | 得点             | 出場             | 得点             | 出場             | 得点             |
| 日本             | 日本             | 日本             | 日本             | リーグ戦         | リーグ戦         | リーグ杯         | リーグ杯         | 天皇杯           | 天皇杯           | 期間通算         | 期間通算         |
| ---------------- | ---------------- | ---------------- | ---------------- | ---------------- | ---------------- | ---------------- | ---------------- | ---------------- | ---------------- | ---------------- | ---------------- |
| 2019             | 桐蔭横浜大       | 10               | -                | -                | -                | -                | -                | 1                | 0                | 1                | 0                |
| 2020             | 桐蔭横浜大       | 10               | -                | -                | -                | -                | -                | 2                | 0                | 2                | 0                |
| 2021             | 甲府             | 18               | J2               | 30               | 4                | -                | -                | 1                | 0                | 31               | 4                |
| 2022             | 甲府             | 18               | J2               | 37               | 4                | -                | -                | 6                | 1                | 43               | 5                |
| 2023             | 甲府             | 18               | J2               | 33               | 4                | -                | -                | 2                | 0                | 35               | 4                |
| 2024             | 甲府             | 10               | J2               | 38               | 6                | 2                | 0                | 2                | 1                | 42               | 7                |
| 2025             | 甲府             | 10               | J2               |                  |                  |                  |                  |                  |                  |                  |                  |
| 通算             | 日本             | 日本             | J2               | 138              | 18               | 2                | 0                | 11               | 2                | 151              | 20               |
| 通算             | 日本             | 日本             | 他               | -                | -                | -                | -                | 3                | 0                | 3                | 0                |
| 総通算           | 総通算           | 総通算           | 総通算           | 138              | 18               | 2                | 0                | 14               | 2                | 154              | 20               |

| 国際大会個人成績 | 国際大会個人成績 | 国際大会個人成績 | 国際大会個人成績 | 国際大会個人成績 |
| 年度             | クラブ           | 背番号           | 出場             | 得点             |
| AFC              | AFC              | AFC              | ACL              | ACL              |
| ---------------- | ---------------- | ---------------- | ---------------- | ---------------- |
| 2023-24          | 甲府             | 18               | 7                | 2                |
| 通算             | AFC              | AFC              | 7                | 2                |

そのほかの公式戦
- 2023年
  - スーパーカップ 1試合0得点
- Jリーグ初出場 - 2021年2月28日 J2第1節 ジェフユナイテッド千葉戦 (フクダ電子アリーナ)
- Jリーグ初得点 - 2021年5月9日 J2第13節 東京ヴェルディ戦 (JITリサイクルインクスタジアム)

## タイトル

### クラブ
ヴァンフォーレ甲府
- 天皇杯：1回（2022年）

## 代表歴
- 2016年 日本高校選抜
- 2017年 日本高校選抜
- 2017年 U-20日本代表候補